# 賽姆斯冰原島峰
72°30′S 164°55′E / 72.500°S 164.917°E
賽姆斯冰原島峰（英語：Symes Nunatak），是南極洲的冰原島峰，位於維多利亞地的彭內爾海岸，處於斯塔利山東南面14公里，由新西蘭南極名稱諮詢委員會命名，現時由南極條約體系管理。